# Tinea scrutatricella
Tinea scrutatricella är en fjärilsart som beskrevs av Philipp Christoph Zeller 1877. Tinea scrutatricella ingår i släktet Tinea och familjen äkta malar.
Artens utbredningsområde är Colombia. Inga underarter finns listade i Catalogue of Life.